# Bernhard Mylius
Theodor Bernhard Reinhold Mylius (* 6. Februar 1838 in Verchesar; † 19. Juli 1919 in Berlin) war ein deutscher Architekt und Baubeamter, der im ausgehenden 19. Jahrhundert in der kommunalen Bauverwaltung der Stadt Berlin arbeitete und dort als Mitarbeiter von Stadtbaurat Hermann Blankenstein an Planung und Bau von Schulgebäuden beteiligt war.

## Leben und Wirken
Bernhard Mylius absolvierte ein Studium des Bauwesens und bestand am 21. Mai 1870 die abschließende zweite Staatsprüfung. Mylius blieb danach in Berlin ansässig, er wohnte 1876 im Haus Elisabeth-Ufer 30 (heute Leuschnerdamm und Erkelenzdamm). Spätestens im Jahr 1877 erhielt er eine Anstellung als Stadtbauinspektor, gerade in einer Zeit großer Bevölkerungszuwächse. Dabei arbeitete Mylius mit Hermann Blankenstein zusammen und war hauptsächlich beim Bau von Gemeindeschulen mit den zugehörigen Turnhallen und Lehrerwohnhäusern tätig. Privat zog er 1878 um zum Engel-Ufer 16 (heute Engeldamm). Im Jahr 1887 verlegte er seinen Wohnsitz schließlich in die Kesselstraße 34 (heute Habersaathstraße) in Berlin-Mitte.
In enger Zusammenarbeit mit Blankenstein war er am Entwurf und der Ausführung folgender Schulensembles beteiligt, die erhalten geblieben sind und unter Denkmalschutz stehen:

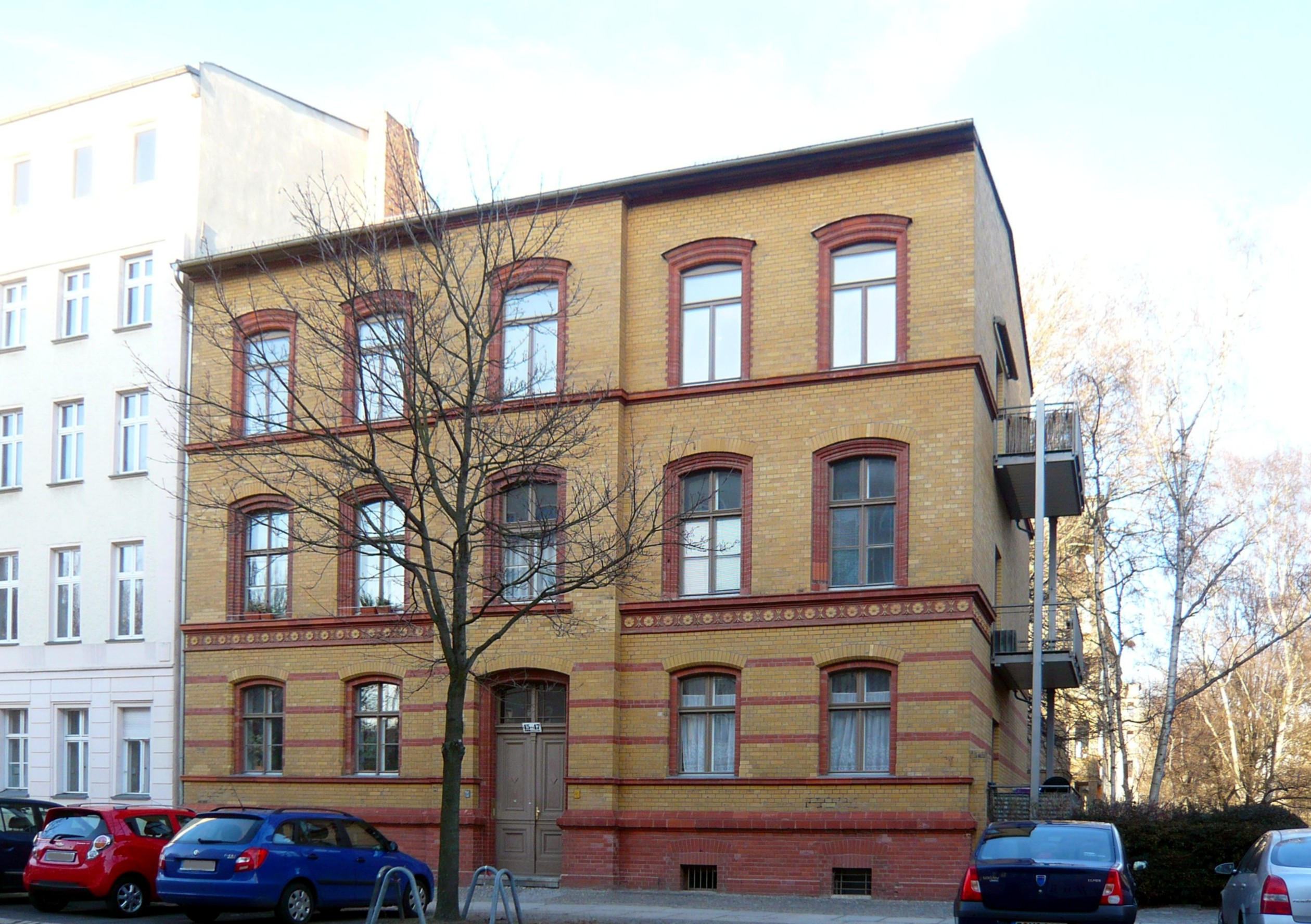
Rektorenwohnhaus, Marchlewskistraße 45/47

- 1873–1874: Lehrerwohnhaus der 54. Gemeindeschule in der Schlesischen Straße, Berlin-Kreuzberg[8]
- 1880–1881: 87. und 98. Gemeindeschule mit Rektorenwohnhaus in der Marchlewskistraße[9]

Mylius zog vor 1900 noch zweimal um – zuerst in die Scharnhorststraße 7, dann in die Scharnhorststraße 9, Berlin-Mitte. Hier blieb er mit seiner Familie auch im Ruhestand bis zu seinem Tod wohnen.
Mylius wurde zum Magistratsbaurat befördert und trat spätestens 1906 in den Ruhestand.
Im Jahr 1898 bekam Mylius den Ehrentitel Königlicher Baurath verliehen, und 1906 wurden seine Verdienste mit der Verleihung des Königlichen Kronen-Ordens III. Klasse gewürdigt.